# 176-о обединено училище „Св. св. Кирил и Методий“
Сто седемдесет и шесто обединено училище „Св. св. Кирил и Методий“ е общинско основно училище в село Негован, Столична община.
Основано е през 1880 година, което го прави най-старото училище в район Нови Искър. Осъществява обучение от І до Х клас с предучилищни подготвителни групи.